# AAA-Saison 1905
Die AAA-Saison 1905 war die erste Saison der nationalen Automobilmeisterschaft in den Vereinigten Staaten. Sie bestand aus zwölf Rennen, die zwischen dem 10. Juni und dem 29. September ausgetragen wurden. Barney Oldfield gewann die Saison. Aus nicht mehr bekannten Gründen wurde die Saison von der AAA im Nachhinein nicht mehr als offizielle Saison anerkannt. Oldfield, Louis Chevrolet und Webb Jay galten als Favoriten. Jay und Earl Kiser verletzten sich bei Unfällen so schwer, dass sie ihre Karriere beenden mussten. Auch Oldfield verletzte sich während der Saison bei einem nicht zur Meisterschaft zählenden Rennen in Detroit.

## Rennergebnisse
Alle Rennen fanden auf unbefestigten Ovalen statt. Bei den Strecken handelte es sich meist um Pferderennbahnen.
| Nr. | Datum         | Veranstaltung (Rennstrecke)                   | Meilen | Sieger          | Siegerteam              |
| --- | ------------- | --------------------------------------------- | ------ | --------------- | ----------------------- |
| 01  | 10. Juni      | Morris Park Race 1 (Morris Park)              | 5      | Louis Chevrolet | Fiat 90                 |
| 02  | 17. Juni      | Hartford Race (Charter Oak Park)              | 5      | Barney Oldfield | Peerless „Green Dragon“ |
| 03  | 26. Juni      | Empire City Race (Empire City Speedway)       | 10     | Louis Chevrolet | Fiat 90                 |
| 04  | 28. Juni      | Brunots Island Race 1 (Brunots Island Track)  | 5      | Barney Oldfield | Peerless „Green Dragon“ |
| 05  | 29. Juni      | Brunots Island Race 2 (Brunots Island Track)  | 10     | Louis Chevrolet | Fiat 90                 |
| 06  | 04. Juli      | Morris Park Race 2 (Morris Park)              | 1,39   | Webb Jay        | White Steamer           |
| 07  | 14. August    | Glenville Race (Glenville Driving Track)      | 5      | Charles Burman  | Peerless                |
| 08  | 19. August    | Buffalo Race (Kenilworth Park)                | 5      | Barney Oldfield | Peerless „Green Dragon“ |
| 09  | 09. September | Readville Race (Readville Trotting Park)      | 5      | Barney Oldfield | Peerless „Green Dragon“ |
| 10  | 18. September | Syracuse Race (New York State Fairgrounds)    | 5      | Guy Vaughn      | Decauville              |
| 11  | 23. September | Providence Race (Narragansett Park)           | 5      | Barney Oldfield | Peerless „Green Dragon“ |
| 12  | 29. September | Poughkeepsie Race (Hudson River Driving Park) | 5      | Barney Oldfield | Peerless „Green Dragon“ |

## Rennberichte
Im Mai 1905 gab Robert Lee Morrell, der Vorsitzende des AAA, die Pläne für eine nationale Automobil-Rennstrecken-Meisterschaft bekannt. Die Meisterschaft stand für Fahrzeuge jeder Art und jeden Gewichts offen. Eine Bedingung um Meister werden zu können war, dass ein Fahrer an allen Läufen teilnehmen muss, solange er erster oder zweiter in der Wertung ist. Die Fahrer starteten üblicherweise auch bei weiteren Rennen, die im Rahmen der einzelnen Veranstaltungen stattfanden.

### 1. Rennen: Morris Park Race 1
| Platz | Fahrer          | Fahrzeug      | Zeit   |
| ----- | --------------- | ------------- | ------ |
| 1     | Louis Chevrolet | Fiat 90       | 4:48,8 |
| 2     | Dan Wurgis      | Reo Bird 32   | + 41,2 |
| 3     | Guy Vaughn      | Decauville 40 | DNF    |

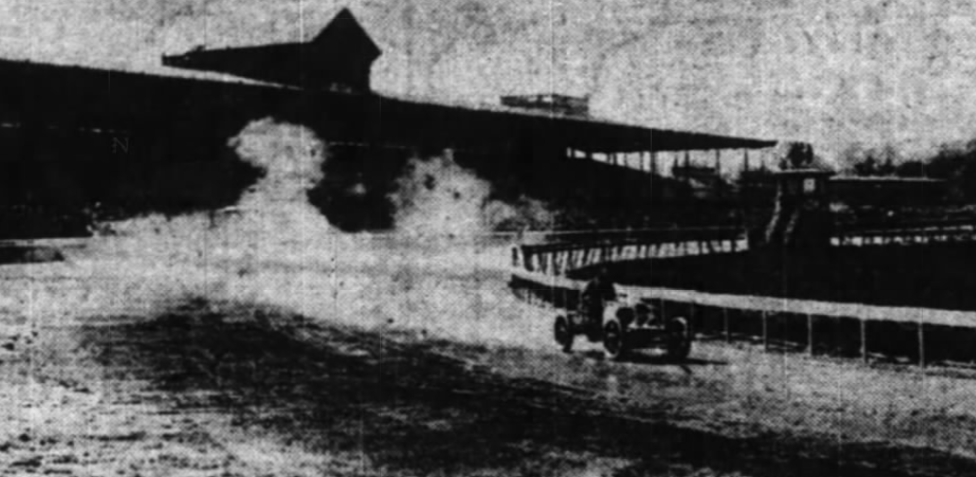
Der Morris Park am 10. Juni 1905

Das erste Morris Park Race im Morris Park, Westchester, New York, Vereinigte Staaten fand am 10. Juni 1905 statt und ging über eine Distanz von 3,5 Runden à 2,237 km. Die Gesamtdistanz wurde mit 5 Meilen (8,047 km) angegeben.
Der Renault von Major Miller war nicht rennbereit und wurde zurückgezogen. Damit gingen drei Fahrzeuge an den Start. Dan Wurgis übernahm beim Start die Führung, wurde aber kurz danach von Louis Chevrolet überholt. Nach der ersten Runde hatte Chevrolet eine Achtel Meile Vorsprung (ca. 200 m). Im Ziel betrug der Vorsprung fünf Achtel Meilen (ca. 1 km). Vaughn schied mit einer defekten Benzinzufuhr nach zwei Runden aus. An der Strecke befanden sich ungefähr 2.500 Zuschauer, die sich die verschiedenen Rennen des Tages anschauten.

### 2. Rennen: Hartford Race
| Platz                         | Fahrer          | Fahrzeug               | Zeit   |
| ----------------------------- | --------------- | ---------------------- | ------ |
| 1                             | Barney Oldfield | Peerles „Green Dragon“ | 5:01,4 |
| keine weiteren Fahrer im Ziel |                 |                        |        |

Das Hartford Race im Charter Oak Park, Manchester, Connecticut, Vereinigte Staaten fand am 17. Juni 1905 statt und ging über eine Distanz von 5 Runden à 1,609 km, was einer Gesamtdistanz von 8,047 km entspricht. 
Beim zweiten Meisterschaftsrennen trat Barney Oldfield gegen Louis Chevrolet an. Als die Startflagge fiel, bewegte sich der Fiat von Chevrolet nicht vom Fleck. Eine Welle in der Nähe des Getriebes war gebrochen. Der Schiedsrichter Fank G. Webb verkündete, dass kein Rennen stattgefunden habe, weil Chevrolet nicht gestartet sei, und verwies den Fall an das Racing Board.

### 3. Rennen: Empire City Race
| Platz                  | Fahrer          | Fahrzeug      | Zeit |
| ---------------------- | --------------- | ------------- | ---- |
| 1                      | Louis Chevrolet | Fiat 90       |      |
| 2                      | Webb Jay        | White Steamer | DNF  |
| keine weiteren Starter |                 |               |      |

Das Empire City Race auf dem Empire City Speedway, Yonkers, New York, Vereinigte Staaten fand am 26. Juni 1905 statt und ging über eine Distanz von 10 Runden à 1,609 km, was einer Gesamtdistanz von 16,093 km entspricht. 
Vor dem eigentlichen Rennen fand ein Duell zwischen Oldfield und Chevrolet statt. Der Meisterschaftslauf bestand aus zwei 5-Meilen-Vorläufen und dem 10-Meilen-Hauptlauf. Oldfield nahm nicht teil, weil seine Reifen zu abgenutzt waren. Im ersten Vorlauf besiegte Webb Jay Paul Sartori. Im zweiten Vorlauf besiegte Chevrolet Montague Roberts mit Leichtigkeit. Jay und Chevrolet traten im Hauptlauf an. Jay übernahm zunächst die Führung und musste nach drei Runden wegen Motorproblemen aufgeben. Nach einer weiteren Runde fuhr Chevrolet zum Schiedsrichterstand und bot an das Rennen zu wiederholen, wenn Jays Motor repariert sei. Wenige Minuten später stand allerdings fest, dass der Motor nicht rechtzeitig für ein weiteres Rennen repariert werden kann. Chevrolet wurde der Sieg zugesprochen.

### 4. Rennen: Brunots Island (Rennen 1)
| Platz                  | Fahrer          | Fahrzeug               | Zeit   |
| ---------------------- | --------------- | ---------------------- | ------ |
| 1                      | Barney Oldfield | Peerles „Green Dragon“ | 4:50,4 |
| 2                      | Earl Kiser      | Winton Bullet          | + 56,0 |
| keine weiteren Starter |                 |                        |        |

Das Empire City Race auf der Brunots Island Track, Pittsburgh, Pennsylvania, Vereinigte Staaten fand am 28. Juni 1905 statt und ging über eine Distanz von 5 Runden à 1,609 km, was einer Gesamtdistanz von 8,047 km entspricht. 
Für das Rennen war ein stehender Start vorgesehen. Oldfield und Earl Kiser forderten aber einen fliegenden Start, da es wegen des vielen Staubs zu gefährlich sei. Nach einer halben Stunde Verzögerung wurde das Rennen ohne Oldfield fliegend gestartet. Kiser gewann gegen Chevrolet. Nach einer Schiedsrichterentscheidung musste Kiser in einem zweiten Lauf gegen Oldfield antreten. Nach einem Zeitungsbericht schied Kieser aus und Oldfield gewann diesen Lauf.

### 5. Rennen: Brunots Island (Rennen 2)
| Platz                  | Fahrer          | Fahrzeug               | Zeit   |
| ---------------------- | --------------- | ---------------------- | ------ |
| 1                      | Louis Chevrolet | Fiat 90                | 9:53,4 |
| 2                      | Barney Oldfield | Peerles „Green Dragon“ | + 56,0 |
| keine weiteren Starter |                 |                        |        |

Das Empire City Race auf der Brunots Island Track, Pittsburgh, Pennsylvania, Vereinigte Staaten fand am 29. Juni 1905 statt und ging über eine Distanz von 5 Runden à 1,609 km, was einer Gesamtdistanz von 8,047 km entspricht. 
Kiser konnte mit einer gebrochenen Welle vom Vortag nicht starten. Oldfield führte das Rennen zunächst an. Ab der zweiten Runde ließ sein Wagen nach und Chevrolet überholte ihn nach sechs Runden.

### 6. Rennen: Morris Park Race 2
| Platz                  | Fahrer   | Fahrzeug      | Zeit   |
| ---------------------- | -------- | ------------- | ------ |
| 1                      | Webb Jay | White Steamer | 1:43,6 |
| keine weiteren Starter |          |               |        |

Das zweite Morris Park Race im Morris Park, Westchester, New York, Vereinigte Staaten fand am 4. Juli 1905 statt und ging über eine Distanz von 1 Runde à 2,237 km.
Dan Wurgis und Paul Sartori starteten nach Unfällen am Vortag nicht. Beim Aufwärmen brach bei Chevrolets Fiat einer der Zylinder, womit er seine Nennung zurückzog. Mit Jay und Chevrolet als einzige Starter stand Webb Jay damit als Sieger fest. Geplant war ein Rennen über vier Runden (8,948 km).

### 7. Rennen: Glenville Race
| Platz | Fahrer         | Fahrzeug      | Zeit   |
| ----- | -------------- | ------------- | ------ |
| 1     | Charles Burman | Peerles       | 5:15,8 |
| 2     | Herbert Lytle  | Pope-Toledo   |        |
| 3     | Webb Jay       | White Steamer |        |

Das Glenville Race auf der Glenville Driving Track, Cleveland, Ohio, Vereinigte Staaten fand am 14. August 1905 statt und ging über eine Distanz von 5 Runden à 1,609 km, was einer Gesamtdistanz von 8,047 km entspricht.
Zwei Tage vor dem Meisterschaftsrennen verunglückte Earl Kiser auf der Strecke. Als Folge des Unfalls musst sein linkes Bein über dem Knie amputiert werden. Es gab vier Starter für das Rennen. Jay gewann den Start vor Lytle, Wurgis und Burman. In der dritten Runde hielt Jay mit technischen Problemen an. Lytle führte zunächst vor Burman, wurde aber ebenfalls wegen technischer Probleme von Burman überholt. Oldfield fuhr am selben Tag mit bandagiertem Kopf und einem gebrochenen Knochen in der Schulter fünf Runden zu Gunsten von Kiser.

### 8. Rennen: Buffalo Race
| Platz                  | Fahrer           | Fahrzeug    | Zeit   |
| ---------------------- | ---------------- | ----------- | ------ |
| 1                      | Barney Oldfield  | Peerles     | 4:52,6 |
| 2                      | Montague Roberts | Pope-Toledo | + 5,4  |
| keine weiteren Starter |                  |             |        |

Das Buffalo Race im Kenilworth Park, Buffalo, New York, Vereinigte Staaten fand am 19. August 1905 statt und ging über eine Distanz von 5 Runden à 1,609 km, was einer Gesamtdistanz von 8,047 km entspricht.
Bei einem Rennen am Freitagnachmittag verunglückte Webb Jay. Jay war in der Staubwolke der vorausfahrenden Fahrzeuge auf der Gegengeraden nicht zu sehen. Nachdem sie sich lichtete war er durch die Streckenbegrenzung gefahren und eine Böschung hinuntergerollt. Sein Fahrzeug kam im Wasser zum Stillstand. Er kam mit mehreren Knochenbrüchen und einem verletzten linken Lungenflügel ins Krankenhaus. Beim Meisterschaftsrennen am Samstag gab es einen Fehlstart und das Rennen wurde nach drei Runden abgebrochen. Im zweiten Versuch übernahm Oldfield beim Start die Führung und gewann das Rennen. Laut einem Zeitungsbericht nahm Herbert Lytle ebenfalls am Rennen teil und lag zunächst auf dem zweiten Platz, bevor er in der vierten Runde ausfiel.

### 9. Rennen: Readville Race
| Platz | Fahrer          | Fahrzeug                 | Zeit |
| ----- | --------------- | ------------------------ | ---- |
| 1     | Barney Oldfield | Peerles „Green Dragon“   | 4:52 |
| 2     | Emanuel Cedrino | Fiat                     | + 6  |
| 3     | Frank Durbin    | Stanley Steamer Runabout |      |

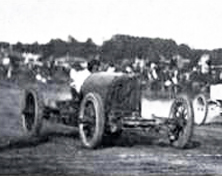
Barney Oldfield

Das Readville Race im Readville Trotting Park, Readville, Massachusetts, Vereinigte Staaten fand am 9. September 1905 statt und ging über eine Distanz von 5 Runden à 1,609 km, was einer Gesamtdistanz von 8,047 km entspricht.
Das Rennen bestand aus zwei Vorläufen und einem Hauptlauf über jeweils 5 Runden. Im ersten Vorlauf besiegte Oldfield Emanuel Cedrino und stellte mit 55,8 Sekunden einen neuen Rundenrekord über eine Meile auf. Im zweiten Vorlauf besiegte Frank Durbin J. A. Crowell. Oldfield, Cedrino und Durbi traten im Hauptlauf an, wo Oldfield gewann.

### 10. Rennen: Syracuse Race
| Platz | Fahrer         | Fahrzeug   | Zeit   |
| ----- | -------------- | ---------- | ------ |
| 1     | Guy Vaughn     | Decauville | 5:19,2 |
| 2     | Dan Wurgis     | Reo Bird   | + 3,2  |
| 3     | Maurice Bernin | Renault    | DNF    |

Das Syracuse Race auf den New York State Fairgrounds, Syracuse, New York, Vereinigte Staaten fand am 18. September 1905 statt und ging über eine Distanz von 5 Runden à 1,609 km, was einer Gesamtdistanz von 8,047 km entspricht.

### 11. Rennen: Providence Race
| Platz                  | Fahrer          | Fahrzeug               | Zeit   |
| ---------------------- | --------------- | ---------------------- | ------ |
| 1                      | Barney Oldfield | Peerles „Green Dragon“ | 4:43,0 |
| 2                      | Emanuel Cedrino | Fiat                   |        |
| keine weiteren Starter |                 |                        |        |

Das Providence Race im Narragansett Park, Pawtucket, Rhode Island, Vereinigte Staaten fand am 23. September 1905 statt und ging über eine Distanz von 5 Runden à 1,609 km, was einer Gesamtdistanz von 8,047 km entspricht.

### 12. Rennen: Poughkeepsie Race
| Platz | Fahrer          | Fahrzeug               | Zeit   |
| ----- | --------------- | ---------------------- | ------ |
| 1     | Barney Oldfield | Peerles „Green Dragon“ | 5:50,6 |
| 2     | Dan Wurgis      | Reo Bird 32            | + 12,0 |
| 3     | Frank Wridgeway | Peerles 60             | + 25,0 |

Das Poughkeepsie Race im Hudson River Driving Park, Poughkeepsie, New York, Vereinigte Staaten fand am 29. September 1905 statt und ging über eine Distanz von 5 Runden à 1,609 km, was einer Gesamtdistanz von 8,047 km entspricht.

## Kritik an Bahnrennen
Im August 1905 erschien in der Zeitschrift „Motor Age“ ein mehrseitiger Bericht nach dem Veranstaltungen auf Pferderennbahnen zum Scheitern verurteilt seien. Rennveranstalter und Autohersteller kamen darin zu Wort. Auslöser waren die schweren Unfälle von Kiser, Jay und Oldfield. Neben den Zäunen direkt am Streckenrand war auch der aufgewirbelte Staub, der lange in der Luft hing, eine Gefahr für die Fahrer. 
Durch die immer schneller werdenden Rennwagen gab es Vorschläge, die Bahnrennen auf Tourenwagen zu beschränken oder dass sich der Motorsport auf Straßenrennen beschränken sollte.
Windsor T. White, der Generaldirektor der White Sewing Machine Co. verkündeten nach Jays Unfall, dass sie ihren Rennwagen nicht mehr auf Bahnrennen melden werden und auch C. W. Mears von der Winton company sagte, dass es unwahrscheinlich sei Kisers Winton Bullet wieder auf einer Rennbahn zu sehen. Als Reaktion auf die Unfälle sagte der Chicago Automobile Club sein Rennen im Herbst ab. Auch in den folgenden Jahren gab es immer wieder Kritik an den Bahnrennen.

## Fahrermeisterschaft

### Punktesystem
Die Punkte wurden nach folgendem Schema vergeben:
| Position | 1 | 2 | 3 |
| -------- | - | - | - |
| Punkte   | 4 | 2 | 1 |

### Fahrerwertung
| Pos. | Fahrer               | MOR | HAR | EMP | BRU | BRU | MOR | GLE | BUF | REA | SYR | PRO | POU | Punkte |
| ---- | -------------------- | --- | --- | --- | --- | --- | --- | --- | --- | --- | --- | --- | --- | ------ |
| 01   | Barney Oldfield      |     | 1   | DNS | 1   | 2   |     |     | 1   | 1   | DNS | 1   | 1   | 26     |
| 02   | Louis Chevrolet      | 1   | DNS | 1   | 3   | 1   | DNS |     |     |     |     |     |     | 13     |
| 03   | Webb Jay             |     |     | 2   |     |     | 1   | 3   |     |     |     |     |     | 7      |
| 04   | Dan Wurgis           | 2   |     |     |     |     | DNS | 4   |     |     | 2   |     | 2   | 6      |
| 05   | Guy Vaughn           | 3   |     |     |     |     | DNS |     |     |     | 1   |     |     | 5      |
| 06   | Charles Burman       |     |     |     |     |     |     | 1   |     |     |     |     |     | 4      |
| 06   | Emanuel Cedrino      |     |     |     |     |     |     |     |     | 2   |     | 2   |     | 4      |
| 08   | Earl Kiser           |     |     |     | 2   | DNS |     |     |     |     |     |     |     | 2      |
| 08   | Herbert Lytle        |     |     |     |     |     |     | 2   |     |     |     |     |     | 2      |
| 08   | Montague Roberts     |     |     | DNQ |     |     | DNS |     | 2   |     |     |     |     | 2      |
| 11   | Frank Durbin         |     |     |     |     |     |     |     |     | 3   |     |     |     | 1      |
| 11   | Maurice Bernin       |     |     |     |     |     |     |     |     |     | 3   |     |     | 1      |
| 11   | Frank Wridgeway      |     |     |     |     |     |     |     |     |     |     |     | 3   | 1      |
| —    | Major Miller         | DNS |     |     |     |     |     |     |     |     |     |     |     | 0      |
| —    | Paul Sartori         |     |     | DNQ |     |     | DNS |     |     |     |     |     |     | 0      |
| —    | Harry Fletcher       |     |     |     |     |     | DNS |     |     |     |     |     |     | 0      |
| —    | John Walter Christie |     |     |     |     |     | DNS |     |     |     |     |     |     | 0      |
| —    | J. A. Crowell        |     |     |     |     |     |     |     |     | DNQ |     |     |     | 0      |
| —    | George Drapper       |     |     |     |     |     |     |     |     | DNA |     |     |     | 0      |
| —    | William Hilliard     |     |     |     |     |     |     |     |     | DNA |     |     |     | 0      |
| —    | Ralph Coburn         |     |     |     |     |     |     |     |     | DNA |     |     |     | 0      |

In einem Artikel der Zeitschrift „Cycle and Automobile Trade Journal“ wird der Meisterschaftsstand wie folgt angegeben: Oldfield 25 Punkte, Chevrolet 13 Punkte, Jay 12 Punkte, Burman 9 Punkte, Kiser 4 Punkte, Lytle 4 Punkte, Bernin 4 Punkte, Cedrino 4 Punkte, Wurgis 2 Punkte.
In „The Motor World“ lautete der Stand folgendermaßen: Oldfield 26 Punkte, Chevrolet 13 Punkte, Jay 10 Punkte, Burman 6 Punkte, Wurgis 6 Punkte, Vaughn 4 Punkte, Cedrino 4 Punkte, Kiser 2 Punkte, Lytle 2 Punkte und Roberts 2 Punkte.
1927 wurden vom AAA Titel rückwirkend verliehen oder geändert. Der Vanderbilt-Cup-Sieger Victor Hémery wurde zum Meister der Saison erklärt. Diese Änderung wird nicht mehr als offiziell betrachtet.